# (17460) Mang
(17460) Mang est un astéroïde de la ceinture principale.

## Description
(17460) Mang est un astéroïde de la ceinture principale. Il fut découvert le 10 octobre 1990 à Tautenburg par Lutz Dieter Schmadel et Freimut Börngen. Il présente une orbite caractérisée par un demi-grand axe de 2,26 UA, une excentricité de 0,12 et une inclinaison de 2,3° par rapport à l'écliptique.

## Compléments